# Galimzjan Chusainov
Galimzjan Salichovič Chusainov (in russo Галимзян Салихович Хусаинов?, traslitterazione anglosassone: Galimzyan Salikhovich Khusainov; Novoe Išlajkino, 27 giugno 1937 – Mosca, 5 febbraio 2010) è stato un calciatore sovietico, di ruolo attaccante.

## Carriera
Vinse il campionato sovietico nel 1962 e nel 1969 e la Coppa nazionale nel 1963, nel 1965 e nel 1971